# Afonso Vieira
Afonso Carlos Neves Vieira (São Sebastião da Pedreira, Lisboa, 7 de setembro de 1973) é um empresário e diplomata português, atual Cônsul Honorário de Portugal com Competências Alargadas na cidade de Ho Chi Minh, Vietname.

## Biografia
Licenciou-se em Gestão Hoteleira, no ano de 2000, pela Vatel – Hotel & Tourism Business School, em Paris, França. Após concluir os estudos, desempenhou atividade profissional na área em que se licenciou na China e no Vietname. No decurso desta fase da sua vida profissional, cria em 2003 uma empresa de gestão de fortunas, a Total Wealth Management Pte Ldt (TWM), com sede fiscal em Singapura e um escritório em Xangai, à qual se dedica exclusivamente a partir do final de 2006, ficando sediado em Ho Chi Minh, no Vietname, onde abriu também um segundo escritório da sua empresa. A TWM abriu ainda outros dois escritórios na Ásia, operando em crescendo até ser vendida e dar origem a uma outra companhia, a PortViet Unipessoal Lda, em 2018, que permanece em atividade. Teve durante esses anos oportunidade de ser um dos fundadores da Portuguese Business Society (PBS), que desenvolve e aproxima as relações comerciais entre Portugal e Singapura; de ser orador convidado em inúmeros eventos na Ásia sobre investimento e finança, áreas sobre as quais chega a publicar alguns ensaios; de ser entrevistado para o programa "Portugueses no Mundo", da plataforma online "RTP Play"; de ser agraciado como alumni de sucesso para a brochura de 2003/2004 pela sua alma mater; e de colaborar ocasionalmente com as publicações "AsiaLIFE HCMC", "Environment" e "The Word".
A 14 de fevereiro 2011, em resposta à proposta de criação de Consulados Honorários de Portugal em Ho Chi Minh e Hanói que havia feito ao Ministério dos Negócios Estrangeiros, é nomeado Cônsul Honorário de Portugal para a cidade de Ho Chi Minh, em paralelo com a nomeação de Tran Kim Chung, empresário vietnamita, para Cônsul Honorário de Portugal para a cidade de Hánoi. O Governo vietnamita reconhece ambas as nomeações a 5 de setembro desse ano  e, a 7 de setembro, perante a presença do então Embaixador de Portugal em Baguecoque, Jorge Ryder Torres-Pereira, e representantes das autoridades municipais, o Consulado inaugura o seu espaço físico próprio, em Ho Chi Minh, o que não deixou de ter desde então, havendo mudado inclusive para instalações melhoradas em 2018. Durante o exercício das suas funções, não só o Cônsul Honorário empreendeu esforços para estreitar as relações entre Portugal e o Vietname aos mais diversos níveis (com destaque para a educação, o turismo, o comércio e a economia), como o Consulado passou também a ter website próprio e contas com atividade regular em algumas das mais reconhecidas redes sociais.
A 5 de fevereiro de 2019, são concedidas ao Cônsul Honorário Afonso Vieira, pelo Ministério dos Negócios Estrangeiros, competências alargadas no desempenho das suas funções consulares, o que implica estar autorizado a praticar atos de registo civil e notariado. Estas competências, que se encontram ainda em vigor, viriam a revelar-se de extrema utilidade cerca de um ano depois, quando a pandemia da Covid-19 começou a impôr restrições às viagens, o que dificultou de sobremaneira as deslocações à Embaixada de Portugal em Banguecoque.
Na gestão das situações originadas pelo SARS-CoV-2 que se revelaram suscetíveis de apoio consular, nomeadamente na primeira grande vaga de contágio no início de 2020, o seu papel foi deveras ativo. A réplica dada aos cidadãos portugueses que recorreram ao Consulado para regressarem a Portugal ou por qualquer outro motivo similar foi reconhecida publicamente por estes, não só nas redes sociais, mas inclusivamente nos comentários feitos ao próprio Consulado no Google Maps. Neste período, concedeu ainda algumas entrevistas à comunicação social portuguesa sobre a situação no Vietname, na sua qualidade de observador privilegiado naquele local.
A última entrevista conhecida que concedeu à imprensa, e em que falava da relação de Portugal com o Vietname, foi a 8 de agosto de 2022. Esta foi conduzida em formato de podcast pela plataforma informativa vietnamita "Vietcetera", por quem já havia sido entrevistado a 26 de abril do mesmo ano.